# Avenida Terreros
La Avenida Terreros, también conocida como Avenida Circunvalar del Sur, es una vía arterial ubicada en el municipio de Soacha, en el departamento de Cundinamarca (Colombia). Esta avenida hace parte de un proyecto de conectividad que busca unir el extremo sur de Bogotá, desde la localidad de Usme hasta los límites con Bosa, atravesando parte del municipio de Soacha. Su objetivo es servir como una vía de circunvalación que facilite la movilidad entre el sur de Bogotá y su zona metropolitana.
El tramo correspondiente al municipio de Soacha se denomina específicamente 'Avenida Terreros'. Esta vía ya está construida en su mayoría y funciona como un eje vial importante dentro del casco urbano de Soacha. Se inicia en el límite con Bogotá y recorre el municipio en dirección occidente-oriente, conectando diferentes sectores y facilitando el acceso a zonas residenciales, comerciales y de servicios.
Además, la Avenida Terreros se ha convertido en un corredor clave para el transporte público y privado, especialmente por su cercanía a estaciones de TransMilenio. Su desarrollo ha sido fundamental en el proceso de expansión urbana y articulación regional entre Bogotá y Soacha.

## Trazado actual
El trazado actual de la Avenida Terreros inicia en el barrio Ciudadela Sucre de Soacha, a la altura de la Carrera 20 Este, y se extiende atravesando la Autopista Sur, la cual actúa como límite entre varios barrios del municipio, como León XIII, Rincón de Santa Fe, Quintanares y San Mateo.
A partir del año 2010, con el desarrollo del macroproyecto habitacional Ciudad Verde, se completaron nuevos tramos de la vía que atraviesan esta zona residencial en expansión. En su recorrido, la avenida cruza por el ecosistema del Humedal Tibanica, ubicado entre Soacha y la localidad de Bosa, lo que ha implicado retos ambientales y urbanísticos.
Se proyecta que, en el futuro, esta vía se intercepte con la ampliación de la Avenida Ciudad de Cali, una obra clave para mejorar la conexión entre el sur de Bogotá y Soacha. El trazado finalizaría en la frontera con Bogotá, específicamente en el cruce con la vía a Bosatama, entre los sectores de Ciudad Verde y El Toche (localidad de Bosa). Las obras de urbanización y vialidad en esta área han estado a cargo, en gran parte, de la Constructora Amarilo, promotora del proyecto Ciudad Verde.
En su recorrido dentro del municipio de Soacha, la Avenida Terreros adopta diferentes nomenclaturas según el sector que atraviesa. En el área del macroproyecto Ciudad Verde, la vía es conocida como la Diagonal 40. Más adelante, al llegar a la conocida Curva de La María, gira hacia el sur y cambia su denominación a Transversal 19, atravesando sectores como Paseo Rosales y Parque Potrero Grande.
Posteriormente, realiza una nueva curva hacia el sureste, donde se convierte en la Calle 38, justo en el punto donde cruza la Autopista Sur. Esta secuencia de cambios en la nomenclatura refleja el crecimiento urbano fragmentado del municipio, así como la necesidad de unificar criterios para mejorar la navegación y planificación vial del área.
En 2013, se finalizó la construcción de un puente vehicular que conecta ambos extremos de Soacha, con el objetivo de mejorar el flujo vehicular tanto sobre la Avenida Terreros como sobre la Autopista Sur. Esta obra fue clave para aliviar los congestionamientos frecuentes en la zona, que históricamente han dificultado la conectividad entre Bogotá y el resto del país, dado que esta vía es una de las principales salidas hacia el sur del territorio nacional.
Gracias a esta infraestructura, se optimizó el transporte urbano y regional en el corredor vial existente, facilitando el tránsito de vehículos particulares, transporte público y carga.
A escasa distancia del puente se encuentra la estación de Terreros – Hospital Cardio Vascular de TransMilenio, que forma parte de la extensión del sistema masivo hacia Soacha. El acceso a esta estación se realiza a través de un puente peatonal, lo que permite una conexión segura entre los sectores a ambos lados de la autopista y promueve la integración modal entre peatones y transporte masivo.
Según la nomenclatura oficial del Distrito Capital de Bogotá, la vía es denominada 'Avenida Circunvalar del Sur', nombre bajo el cual se proyecta su ampliación y continuidad hacia el interior de la ciudad. Esta extensión contempla desarrollos en sectores como Campo Verde (en inmediaciones del Humedal La Isla) y Bosa San Diego, ubicados al suroccidente de Bogotá.
El trazado proyectado parte desde la entrada de Ciudad Verde, con dirección oriente, y recorre sucesivamente la Comuna 5, la Comuna 1 y la Comuna 6, extendiéndose hacia el extremo sur del municipio. Finalmente, se prevé que la vía concluya en el límite oriental del barrio Maiporé, en la zona limítrofe entre Soacha y Bogotá.
Este proyecto de ampliación busca consolidar un corredor vial estratégico que mejore la movilidad entre Bogotá y su área metropolitana, facilitando el transporte entre zonas residenciales densamente pobladas y reforzando la integración urbana entre ambos territorios.
Otro tramo de la avenida ha sido construido en el suroriente de Bogotá, específicamente entre la antigua Autopista al Llano (actual Avenida Boyacá en ese sector) y la nueva Autopista al Llano, también conocida como Vía Bogotá–Villavicencio. Este segmento corresponde a la zona de transición entre las localidades de Usme y San Cristóbal, y hace parte de los esfuerzos por consolidar un anillo vial que bordeé el perímetro urbano del sur de la ciudad.

## Ciclovía
Como parte de los planes de movilidad sostenible y espacio público, se proyecta la recuperación de varios tramos de la antigua Alameda El Porvenir, los cuales serán integrados a la ampliación de la Avenida Terreros, con el propósito de completar su conexión con el sector de Ciudad Verde.
Esta alameda se empalmará con el trazado del antiguo vallado hídrico de Bosa San José, extendiéndose hacia el sector de El Jardín de Bosa, en el suroccidente de Bogotá. Desde allí, la ruta continuará hasta la Urbanización El Recreo, atravesando zonas como el barrio Potreritos.

## Futuro
Dentro de los planes de expansión vial y articulación metropolitana, se tiene contemplada la construcción de dos tramos adicionales de gran longitud, la mayoría de ellos ubicados en jurisdicción del Distrito Capital de Bogotá.
El primer tramo se proyecta desde la Autopista al Llano, en la localidad de Usme, bordeando el extremo sur del área urbana de Ciudad Bolívar, para finalmente desembocar en el límite con el municipio de Soacha. Este corredor se alinearía con el trazado previsto de la Avenida Circunvalar del Sur, convirtiéndose en un eje estructural de conexión interlocal.
El segundo tramo partirá desde el sector de Ciudad Verde, y avanzará hacia la futura Avenida Longitudinal de Occidente (ALO). Este recorrido atravesará áreas clave del suroccidente de Bogotá, como los barrios de Bosa San José, San Bernardino y Campo Verde, todos ubicados en la localidad de Bosa.

## Avenidas que atraviesa
En Cursiva, los tramos donde se conectaría a futuro.

### Usme
- Avenida de los Cerros
- Avenida al Llano
- Avenida Usminia
- Avenida Caracas (Carrera 14)

### Ciudad Bolívar
- Avenida Camino a Pasquilla

### Soacha
- Avenida Eugenio Díaz Castro (Carrera 9 Este): Cruce mediante rotonda, a la altura del sector de Terragrande.
- Autopista Sur (Carrera 4): Cruce mediante puente vehicular.
- Carrera Séptima: Cruce mediante puente vehicular.
- Alameda El Porvenir (desde Carrera Séptima hasta la Quebrada Tibanica y la Transversal 17 en el barrio Prado Rosales)
- Avenida Las Torres (Carrera 20): Cruce mediante rotonda conocida como 'La Maria'.
- Avenida Ciudad de Cali (Carrera 30): Cruce mediante rotonda próxima al sector Manzanilla, dentro de Ciudad Verde
- Avenida Tierra Negra (Carrera 36): Continua como Diagonal 40, también llamada Variante Acantos, que se proyecta hacia Bosa San José.

### Bosa
- Variante Bosa San José (Transversal 80I): conexión hacia Ciudad Verde y la vereda Bosatama de Soacha.
- Avenida El Tintal (Carrera 89): junto al humedal La Isla, en Parques de Bogotá.
- Avenida Santa Fe (Carrera 96): en el sector de Parques de Bogotá.

## Sitios importantes en la vía
- Centro Comercial Ventura Terreros
- Parque Metropolitano Potrero Grande
- Humedal Tibanica: Ecosistema protegido con mirador peatonal.
- Liceo Mayor de Soacha
- Urbanización Torres del Parque (Terreros)
- Alameda El Porvenir
- Paradero de buses Ciudad Verde
- Hacienda Terreros y Centro Cívico
- Distrito Especial de Policía de Soacha (localizada junto a la Autopista Sur, cercana al cruce con la Avenida Terreros)
- Estación Terreros - Hospital Cardio Vascular de TransMilenio: Estación del sistema masivo ubicada al costado derecho del puente vehicular, con acceso peatonal elevado.
- Humedal La Isla